# Милорадович Василь Петрович
Милора́дович Васи́ль Петро́вич (нар. 13 січня 1846, село Токарі, Пісківська волость, Лохвицький повіт, — пом. осінь 1911, село Литвяки, Снітинська волость, Лубенський повіт, Полтавська губернія, Російська імперія) — український фольклорист, етнограф, історик, поет і перекладач.

## Біографія
Народився в селі Токарях Лохвицького повіту на Полтавщині (нині село Миргородського району Полтавської області України).
Походив із відомого старшинсько-шляхетського роду Милорадовичів .На хуторі Пручаї, поблизу села Сокиринці Прилуцького повіту (на той час Полтавської губернії), пройшло його дитинство.
1869 року закінчив Харківський Імператорський університет. Скоро по тому отримав учений ступінь кандидата права.
Спочатку працював помічником присяжного повіренного в Полтавському окружному суді. Потім — мировим суддею Лубенського повіту. За доброзичливість та людське ставлення до сільських трударів отримав письмову подяку від жителів села Лукім'я (що на той час разом із селом Чирківкою і хутором Миронців налічувало 486 дворів, 2806 жителів).
Вийшов у відставку 1890 року.
Останні свої роки прожив у Литвяках, де і похований.

## Наукова діяльність
Вийшовши у відставку, присвятив свій час і сили етнографії та фольклористиці. Розгляд багатьох судових справ допомагав В. Милорадовичу глибше вивчити тогочасний народний побут.
Одним із перших в Україні почав збирати та видав фольклор наймитів та сільських робітників.
Спираючись на місцеві природні й антропологічні дані, пояснив значну частину мікротопонімів історичної Лубенщини.
1903 року був обраний почесним членом Полтавської вченої археографічної комісії.
Його перша праця під назвою «Весільні пісні в Лубенському повіті» вийшла друком у журналі «Кіевская старина» 1890 року, це були 269 пісень з докладною «паспортизацією» та коротким описом весільної обрядовості, зробленим у чіткій послідовності всього ритуалу, із фіксацією мовних особливостей говірок.
Є автором більш ніж двадцяти досліджень з історії, етнографії, фольклористики України та Полтавщини, серед інших і релігійного змісту, що він їх передав до Харківського історико-філологічного товариства.
У серії праць з історії Лубенського повіту було зібрано цінні відомості з історії церков та парафій, релігійних та світоглядних вірувань місцевої людності, християнських та язичницьких відголосків, особливостей святкування релігійних свят і таке інше.
Український фольклорист, етнограф і літературознавець Микола Сумцов відзначав «величезний освітній ценз» та «добре особисте знайомство з народом» Милорадовича.
Праці Милорадовича, присвячені історії, народній культурі, народній медицині Лубенщини:
- Народні обряди й пісні Лубенського повіту (1897);
- Казки й оповідання, записані в Лубенщині (1913).

За збірку казок був нагороджений срібною медаллю Російського географічного товариства.

## Вшанування пам'яті
У місті Лубни вулицю Шишкіна перейменували на вулицю Василя Милорадовича.